# Кречетов, Василий Степанович
Васи́лий Степа́нович Кре́четов (1 января 1916 года — 26 августа 1994 года) — старший лейтенант Советской Армии, участник Великой Отечественной войны, Герой Советского Союза (1945).

## Биография
Родился 1 января 1916 года в деревне Марчиха (ныне — Бийский район Алтайского края, деревня больше не существует). Русский.
После окончания семи классов школы работал водителем.
В 1940 году призван на службу в Рабоче-крестьянскую Красную Армию. С июня 1941 года — на фронтах Великой Отечественной войны. К апрелю 1945 года старшина Василий Кречетов был мотористом катера 9-го отдельного моторизованного понтонно-мостового батальона 70-й армии 2-го Белорусского фронта. Отличился во время форсирования Одера.
В апреле 1945 года Кречетов участвовал в форсировании советскими войсками Одера к югу от Штеттина. Буксируя на своём катере шестидесятитонный паром, за пять дней Кречетов переправил большое количество боевой техники, в том числе танков и артиллерийских орудий. Во время одного из рейсов паром получил пробоину, но Кречетов оперативно устранил повреждение и продолжил выполнять боевую задачу.
Указом Президиума Верховного Совета СССР от 29 июня 1945 года старшина Василий Кречетов был удостоен высокого звания Героя Советского Союза с вручением ордена Ленина и медали «Золотая Звезда».
В 1946 году в звании старшего лейтенанта Кречетов был уволен в запас. Проживал сначала в Кокчетавской области Казахской ССР, где занимал ряд партийных и хозяйственных должностей, позднее переехал в Алма-Ату. В 1949 году окончил партийную школу при ЦК КП Казахской ССР.
Скончался 26 августа 1994 года в Алма-Ате.
Был также награждён двумя орденами Отечественной войны 1-й степени и орденом Красной Звезды, рядом медалей.